# Le monstre vient de la mer
Ne doit pas être confondu avec Les Monstres de la mer, Le Monstre de l'océan rouge ou Les 4 As et le Monstre des océans.
Pour plus de détails, voir Fiche technique et Distribution.
Le monstre vient de la mer (It Came from Beneath the Sea) est un film américain réalisé par Robert Gordon, sorti en 1955.

## Synopsis
Un sous-marin atomique américain commandé par Pete Mathews navigue dans le Pacifique. Soudain, le sonar indique une énorme forme se dirigeant vers lui. Ce ne semble pas être un sous-marin. La forme frappe le bateau puis quitte les lieux. Mathews envoie deux hommes-grenouilles inspecter l'extérieur du sous-marin. Ils découvrent un morceau de chair collé sur la coque. Sitôt à terre, Mathews emmène cette substance au Centre de biologie marine pour la faire analyser. Les professeurs John Carter et Lesley Joyce découvrent qu'il s'agit d'un morceau de pieuvre qui semble géante et qui est radioactive. Les bonzes de l'armée américaine sont plutôt sceptiques malgré l'annonce de l'attaque de plusieurs bateaux de pêche au large du Japon par une entité inconnue. Un cargo canadien est bientôt attaqué et coulé par le céphalopode au large de Vancouver. L'un des survivants raconte que le monstre qu'ils ont observé était une pieuvre gigantesque. Cette fois, l'armée américaine commence à croire à la chose et décide de défendre la ville de San Francisco contre une éventuelle attaque. Entretemps, les savants ont découvert que la pieuvre a été rendue radioactive après avoir subi les effets d'exercices atomiques près de Mindanao.
Un immense filet électrifié est tendue à l'entrée de la baie de San Francisco afin d'empêcher le monstre d'y entrer. Mais il réussit quand même à entrer et s'attaque au Golden Gate Bridge dont il détruit l'un des piliers. Puis il se dirige vers les quais de la ville. Ses tentacules s'attaquent aux passants dans les rues avoisinant le port. Le département de la Défense autorise le sous-marin du commandant Mathews (qui, entretemps, est tombé amoureux du professeur Joyce) à tirer une torpille sur le monstre. Une torpille est tirée et touche le monstre mais celui-ci s'empare du sous-marin avec ses tentacules. John Carter sort du sous-marin et tire dans l'un des yeux de la pieuvre, qui s'enfuit au large et libère le sous-marin. La torpille explose alors, tuant du même coup la bête. Le soir, Mathews, Carter et Lesley fêtent leur victoire et Mathews fait sa déclaration à Lesley.

## Fiche technique

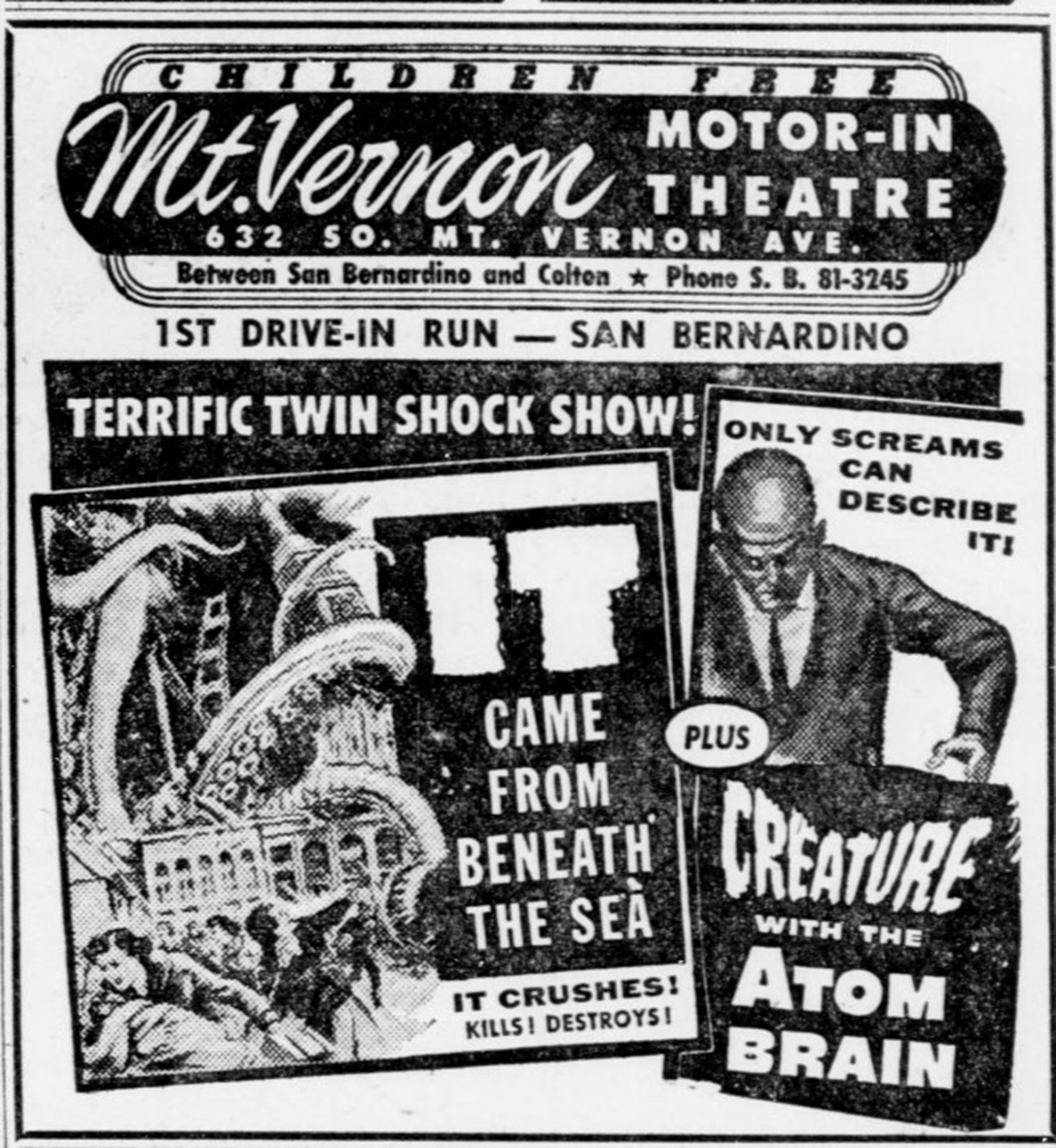
Annonce pour le film.

- Titre : Le monstre vient de la mer
- Titre original : It Came from Beneath the Sea
- Réalisation : Robert Gordon
- Scénario : George Worthing Yates (en) et Hal Smith
- Musique : Mischa Bakaleinikoff
- Photographie : Henry Freulich
- Effets spéciaux : Ray Harryhausen et Jack Erickson
- Montage : Jerome Thoms
- Direction artistique : Paul Palmentola
- Production : Sam Katzman, Charles H. Schneer
- Sociétés de production : Columbia Pictures et Clover Productions
- Pays de production : États-Unis
- Format : noir et blanc - 1,85:1 - Mono - 35 mm
- Genre : science-fiction, horreur, fantastique
- Durée : 79 minutes
- Date de sortie : 
  - États-Unis : juillet 1955

## Distribution
- Kenneth Tobey : le commandant Pete Mathews
- Faith Domergue : le professeur Lesleyl Joyce
- Donald Curtis : le professeur John Carter
- Ian Keith : l'amiral Burns
- Dean Maddox Jr. : l'amiral Norman
- Chuck Griffiths : le lieutenant Griff
- Harry Lauter : l'adjoint Bill Nash
- Richard W. Peterson : le capitaine Stacy

## Autour du film
- Le tournage s'est déroulé à San Francisco et dans le comté d'Imperial.
- Lors de sa sortie en salle, le film fut projeté en double programme avec Creature with the Atom Brain (1955).
- Le sous-marin nucléaire qui est montré dans le film est en réalité l'USS Cubera, navire à propulsion diesel-électrique entré en service en 1945.
- Le Monstre vient de la mer est la première collaboration entre le producteur Charles H. Schneer et le responsable des effets spéciaux Ray Harryhausen. Cette dernière se poursuivra par la suite avec Les soucoupes volantes attaquent (1956), À des millions de kilomètres de la Terre (1957), Le Septième Voyage de Sinbad (1958), Les Voyages de Gulliver (1960), L'Île mystérieuse (1961), Jason et les Argonautes (1963), Les Premiers Hommes dans la Lune (1964), La Vallée de Gwangi (1969), Le Voyage fantastique de Sinbad (1974), Sinbad et l'œil du Tigre (1977) et Le Choc des Titans (1981).
- À la vue du faible budget qui lui fut accordé, Ray Harryhausen construisit un poulpe avec seulement six tentacules au lieu de huit. Ce dernier est montré à l'écran de telle sorte que le subterfuge n'est pas visible (les tentacules restent dans l'eau). L'information a été confirmée par Ray Harryhausen lui-même...
- L'autorisation de tourner sur le Golden Gate Bridge de San Francisco n'ayant pu être validée, les membres de l'équipe de tournage ont dû faire des aller-retours en voiture sur le pont pour tourner certaines prises de vues sans être arrêtés... Une partie du pont dans le film est donc reconstitué sous forme de transparences (écran derrière les acteurs) et de maquettes créées par Ray Harryhausen pour l'attaque de la pieuvre géante.